# El Boquerón, Chiapas
El Boquerón är en ort i Mexiko.   Den ligger i kommunen La Trinitaria och delstaten Chiapas, i den sydöstra delen av landet, 800 km sydost om huvudstaden Mexico City. El Boquerón ligger 711 meter över havet och antalet invånare är 131.
Terrängen runt El Boquerón är lite kuperad. Runt El Boquerón är det ganska glesbefolkat, med 42 invånare per kvadratkilometer. Närmaste större samhälle är La Trinitaria, 18,6 km norr om El Boquerón. I omgivningarna runt El Boquerón växer huvudsakligen savannskog.